# 特拉欧斯蛛
特拉欧斯蛛（学名：Orsinome trappensis）为肖峭科欧斯蛛属的动物。在中国大陆，分布于河北等地。该物种的模式产地在河北。